# Hypenopsis modesta
Hypenopsis modesta là một loài bướm đêm trong họ Erebidae.